# Leptopelis palmatus
Leptopelis palmatus är en groddjursart som först beskrevs av Peters 1868.  Leptopelis palmatus ingår i släktet Leptopelis och familjen Arthroleptidae. IUCN kategoriserar arten globalt som sårbar. Inga underarter finns listade i Catalogue of Life.